# 芯芭属
芯芭属（学名：Cymbaria）是玄参科下的一个属，为多年生、簇生草本植物。该属共有4种，分布于亚洲中部和东部温带地区。